# Brørup
Brørup er en stationsby i Sydjylland med 4.554 indbyggere  (2024) beliggende i Brørup Sogn. Byen ligger i Vejen Kommune og tilhører Region Syddanmark. Første del af navnet kommer af bryde, som betyder "godsforvalter", mens anden del er en afledning af torp.
Brørup har to kirker, den ene er Johanneskirken inde i selve byen, mens Brørup Kirke (i daglig tale Brørup Gl. Kirke) ligger et par kilometer uden for byen i nordvestlig retning. Sidstnævnte kirke stammer fra 1300-tallet. Ca. fire kilometer i sydøstlig retning ligger Sønderskov Hovedgård, der er en herregård fra 1400-tallet. På herregården ligger Egnsmuseet på Sønderskov med genstande fra oldtiden til middelalderen og i forhallen en stor sten på tre tons med runer inskriberet. I Tirslund Plantage ca. tre kilometer vest for Brørup findes en anden kæmpesten, nemlig Tirslundstenen, som er Danmarks næststørste.
Hver fredag året rundt er der markedsdag og husdyrauktion i Brørup på markedspladsen i byens vestlige udkant (dog om lørdagen i påskeugen og om lørdagen efter store bededag, i stedet for fredagene – omkring jul og nytår er der også lejlighedsvis ændringer). Husdyrauktionen er Nordeuropas største. I forbindelse med husdyrauktionen ligger markedspladsen (med stadepladser) såvel udendørs som i haller indendørs.
Fra Brørup er der 10 kilometer til Vejen, 26 til Ribe, 33 til Kolding, 40 til Grindsted og 43 til Esbjerg.

## Historie
Brørup er en forholdsvis ny bebyggelse. I ældre tid lå Brørup kirke ved landevejen, alene for sig selv. I 1874 anlagdes jernbanen mellem Esbjerg og Lunderskov (Kolding) et godt stykke syd for landevejen med station der, hvor landevejen mod Ribe krydsede banen. På trods af nærheden til landsbyen Æskelund fik stationen navn efter kirke og sogn. I 1879 beskrives forholdene således: "Brørup Kirke, beliggende ved Landeveien fra Varde til Kolding; Præstegaarden Præstkjær ¼ M. vest for Kirken ved samme Landevei; Byerne Æskelund med Skole, praktiserende Læge, Apothek, Kjøbmandshandel, Kro, Jernbanestation (Brørup St.)". Trods beskrivelsen lå disse tjenester ikke samlet men spredt langs landevejen med kroen øst for landsbyen, apoteket ved det vejkryds hvor den øst-vestgående landevej skar den nord-syd-gående til Ribe med forbindelsen til den nye station, der lå ca. 1,5 km syd for landevejskrydset.
Efterhånden voksede der en ny samlet bebyggelse op ved stationen. I 1880 boede der 53 personer ved Brørup station, i 1890 100 personer, men i 1901 boede der allerede 500 personer. Ved århundredeskiftet beskrives byen således: "Brørup Stationsby, ved Ribevejen, med Forskole, Missionshus (opf. 1900), Apotek, Lægebolig, Sparekasse (opr. 1897; ..., Antal af Konti 336), Købmandshdl., m. m., Kro, Jærnbane-, Telegraf- og Telefonst. samt Postekspedition; Eskelund med Skole, Forsamlingshus (opf. 1887), Andelsmejeri og Kro". Brørup havde dermed udviklet sig til en mindre oplandsby for omegnen.
Efter århundredeskiftet fortsatte Brørup sin udvikling: i 1906 havde byen 607 indbyggere, i 1911 850 indbyggere, i 1916 1.121 indbyggere, i 1921 1.149 indbyggere, i 1925 1.341 indbyggere, i 1930 1.423 indbyggere, i 1935 1.461 indbyggere, i 1940 1.509 indbyggere, i 1945 1.650 indbyggere, i 1950 1.845 indbyggere, i 1955 2.105 indbyggere, i 1960 2.106 indbyggere, i 1965 2.253 indbyggere.
Af Brørups 1.423 indbyggere i 1930 ernærede 140 sig ved landbrug, 564 ved industri, 180 ved handel, 147 ved transport, 52 ved immateriel virksomhed, 129 ved husgerning, 176 var ude af erhverv og 35 uoplyst.

## Venskabsbyer
- Brodnica,  Polen

## Befolkning
| 2006  | 2007  | 2008  | 2009  | 2010  | 2011  | 2012  | 2013  | 2014  | 2015  |
| ----- | ----- | ----- | ----- | ----- | ----- | ----- | ----- | ----- | ----- |
| 4.369 | 4.342 | 4.414 | 4.436 | 4.452 | 4.442 | 4.457 | 4.511 | 4.455 | 4.511 |